# Maximilian Arndt
Maximilian Arndt (ur. 23 lipca 1987 w Suhl) – niemiecki bobsleista, wielokrotny medalista mistrzostw świata oraz dwukrotny zdobywca Pucharu Świata.

## Kariera
Pierwsze sukcesy w karierze osiągnął w 2012 roku, kiedy wywalczył trzy medale na mistrzostwach świata w Lake Placid. Najpierw w parze z Kevinem Kuske zdobył brązowy medal w dwójkach, a parę dni później był drugi w rywalizacji drużynowej. Następnie wspólnie z Alexanderem Rödigerem, Kevinem Kuske i Martinem Putze zajął drugie miejsce w czwórkach. Podczas rozgrywanych rok później mistrzostw świata w St. Moritz reprezentacja Niemiec w składzie: Maximilian Arndt, Marko Hübenbecker, Alexander Rödiger i Martin Putze zdobyła złoty medal w czwórkach. Wynik ten, razem z Rödigerem, Kevinem Koroną i Benem Heberem, powtórzył na mistrzostwach świata w Winterbergu w 2015 roku. Ponadto w sezonie 2011/2012 zwyciężył w klasyfikacji Pucharu Świata w kombinacji oraz był drugi w dwójkach i czwórkach. Dwa lata później zwyciężył w czwórkach, a w sezonie 2014/2015 zajął trzecie miejsce w tej klasyfikacji. W 2014 roku wystartował na igrzyskach olimpijskich w Soczi, zajmując piętnaste miejsce w dwójkach i szóste w czwórkach.